# Scout's Honor
Scout's Honor è un film per la televisione statunitense del 1980 diretto da Henry Levin.
È una commedia drammatica per ragazzi con protagonisti Gary Coleman, Katherine Helmond e Wilfrid Hyde-White. È un remake di Mister Scoutmaster del 1953.

## Produzione
Il film, diretto da Henry Levin su una sceneggiatura di Bennett Foster, fu prodotto da Jimmy Hawkins per Zephyr Productions e Jimmy Hawkins Company. Henry Levin morì nell'ultimo giorno di riprese.

## Distribuzione
Il film fu trasmesso negli Stati Uniti il 30 settembre 1980 sulla rete televisiva NBC. È stato poi distribuito negli Stati Uniti in VHS nel 1980 dalla Lightning Video.